# دوغلاس اريك كيمينس
دوغلاس اريك كيمينس (بالإنجليزية: Douglas Eric Kimmins)‏  (و. 1905 – 1985 م) هو عالم حشرات من المملكة المتحدة .
توفي عن عمر يناهز 80 عاماً.